# BLUES

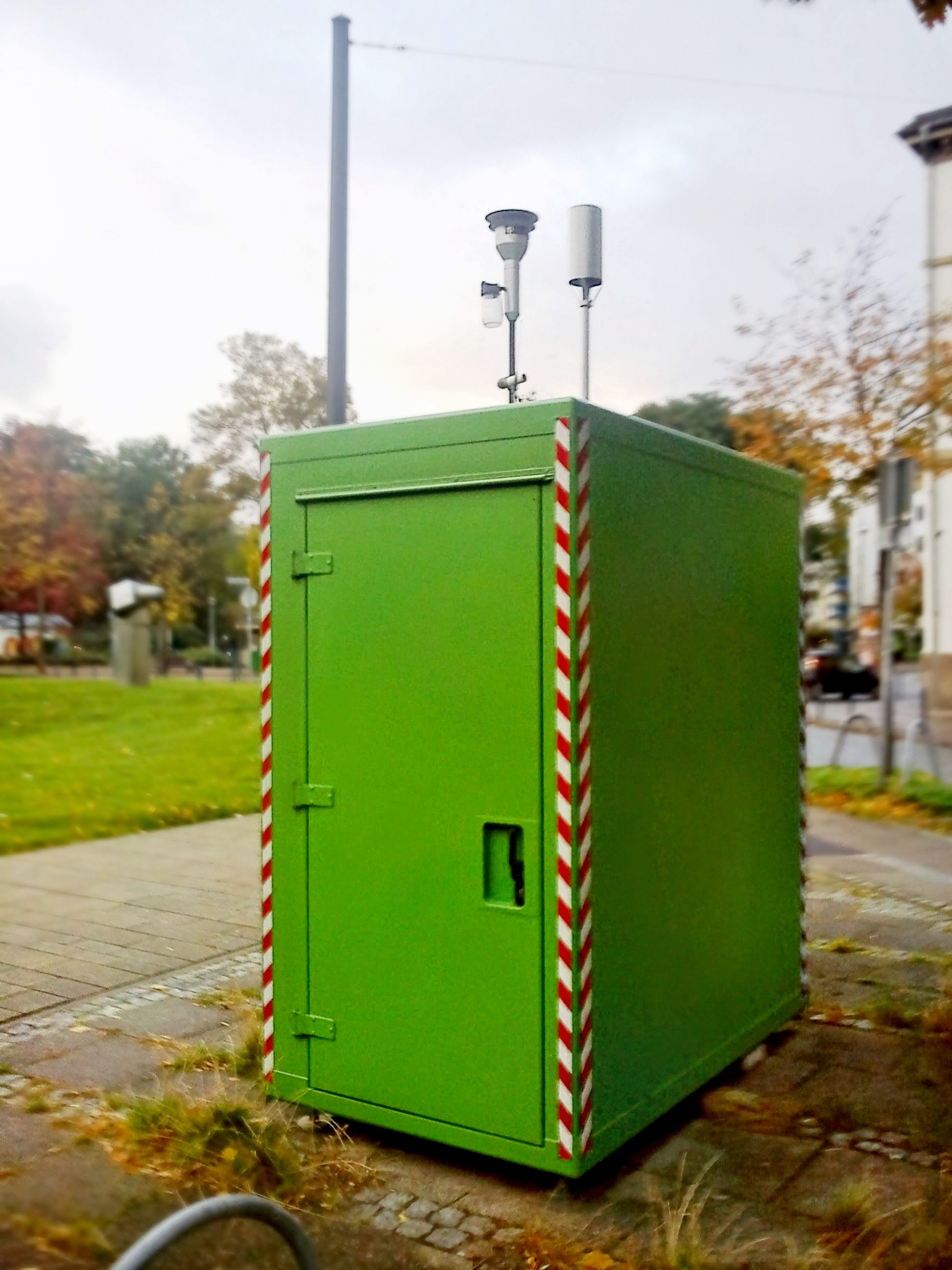
BLUES-Messcontainer am Präsident-Kennedy-Platz, seit 2011

Das BLUES (Akronym für Bremer Luft UEberwachungs System) ist ein staatliches Messnetz für Luftschadstoffe im Bundesland Bremen und wird von der Umweltbehörde betrieben.
Gegenwärtig werden an zehn festen Standorten im Lande Bremen neben meteorologischen Daten Messwerte erhoben zu:
- Feinstaub
- Stickoxiden
- Ozon
- Schwefeldioxid
- Kohlenmonoxid

Diese Messwerte werden automatisch ermittelt und an die Messnetz-Zentrale gesendet. Nach der Datenaufbereitung werden sie an das Umweltbundesamt übermittelt. Im Rahmen des Bremer Umweltinformationssystems werden die Ergebnisse seit 1999 auch im Internet zur Verfügung gestellt.
Die Werte werden u. a. genutzt für:

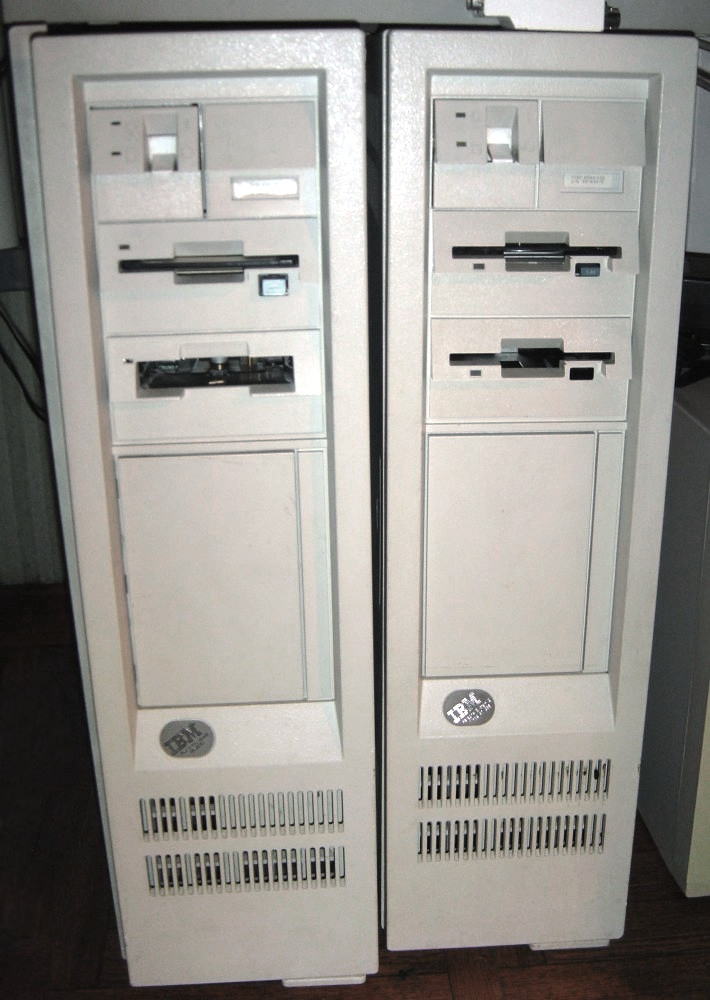
In den Stationen wurden bis in die 1990er Jahre IBM PS/2 Rechner mit Unix eingesetzt

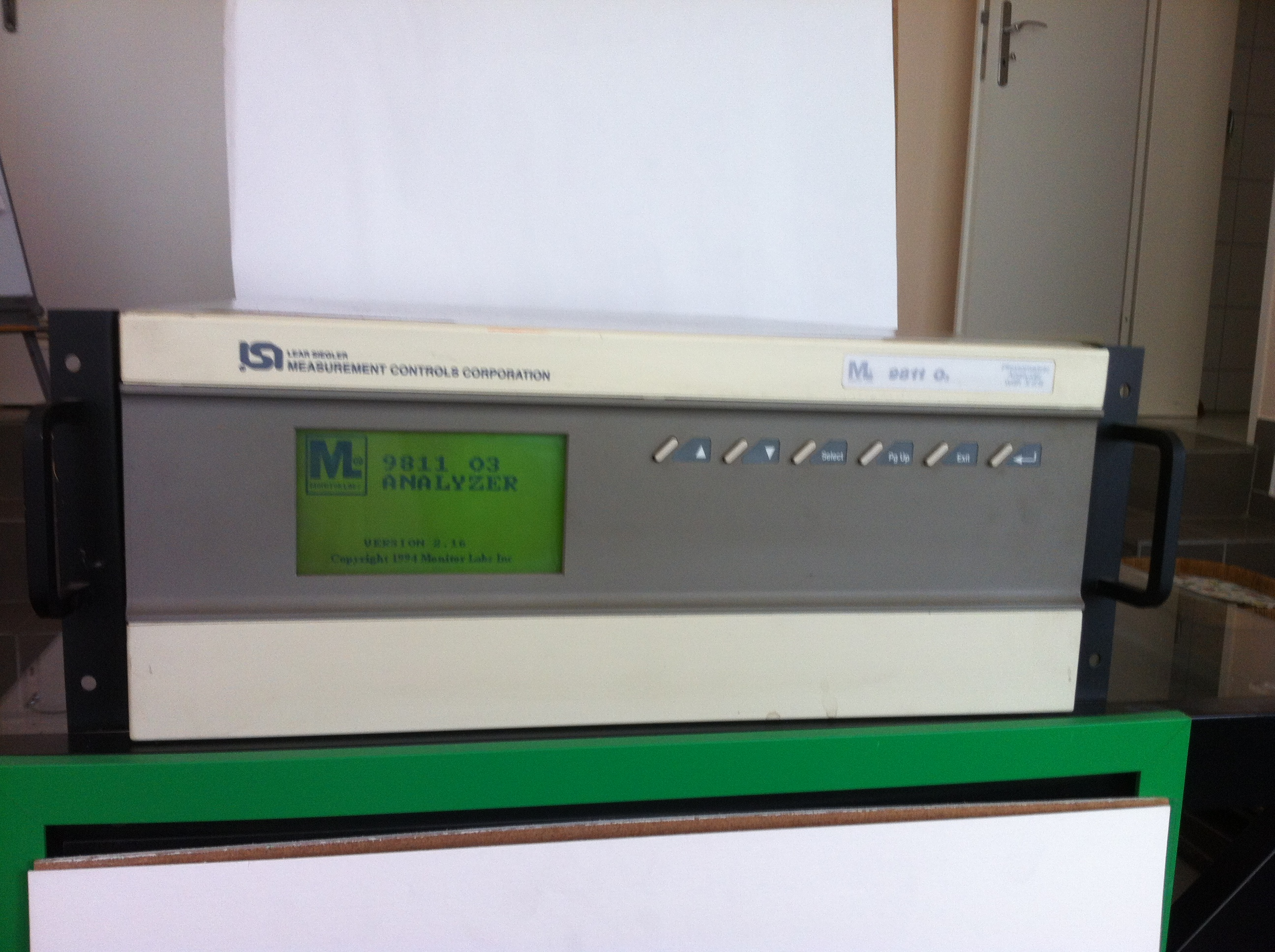
Ozon-Messgerät aus dem Jahre 1994

- den Ozonwarndienst des Landes Bremen
- Überwachung der Werte entsprechend den EU-Luftqualitätsrichtlinien
- Überwachung Kfz-typischer Emissionen
- die allgemeine Umweltüberwachung
- Ermittlung der Langzeitentwicklung von Emissionen und der Luftschadstoffverteilung
- Information der Öffentlichkeit

Einzelne Messwerte werden im Internet in Tabellenform und als Ganglinie dargestellt. Das gegenwärtige System bietet tagesaktuelle Ergebnisse, die in der Regel nicht mehr als 2 Stunden alt sind. Alle Daten werden am jeweils nächsten Arbeitstag auf Plausibilität geprüft, um zum Beispiel Fehler durch Geräteausfall oder Störungen auszuschalten.
Bei den Stationen wird unterschieden zwischen der verkehrsbezogenen Überwachung, die an stark befahrenen Hauptverkehrsstraßen stattfindet, und den Hintergrundstationen, die Messergebnisse für die Ermittlung der allgemeinen Luftqualität in der Stadt liefern sollen.

## Geschichte

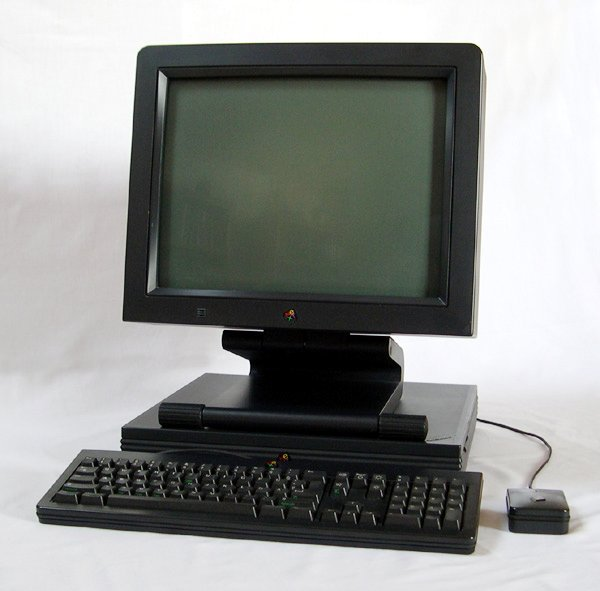
Rechnerleitzentrale war in den 1990er Jahren eine NeXTstation

Das Messnetz wurde 1987 im Rahmen der Smogverordnung eingerichtet. Zunächst wurden ab Januar 1987 zwei ortsfeste Stationen zur Überwachung der Schadstoffemissionen des Verkehrs betrieben. Eine Station befand sich auf dem Gelände des damaligen Wasserwirtschaftsamtes Bremen, die andere an der Osterholzer Heerstraße in der Nähe des Osterholzer Friedhofs. Die Messwerte wurden über eine Standleitung an einen Echzeit-Prozessrechner der Behörde übertragen und auf zwei Bildschirmen angezeigt. Dieser Prozessrechner wurde seit den 1980er Jahren auch für die Hochwasservorhersage der Stadtgemeinde Bremen eingesetzt. Für den Smogalarm war ein Telefonwählgerät angeschlossen. Zwei Jahre später kamen drei weitere Stationen dazu, davon eine in Bremerhaven. Das Luftmessnetz bekam eine eigene Rechnerzentrale, unabhängig vom Prozessrechner des Wasserwirtschaftsamtes, die Datenübertragung erfolgte teilweise über Modems.
Im Laufe der Jahre erfolgte ein weiterer Ausbau des Messnetzes und mehrfach ein Wechsel der Systeme, meist über verschiedene Unix-Versionen. Außerdem war ein eigener Messwagen im Einsatz, der ab 2005 durch kleine mobile Stationen ersetzt wurde. So wurde im Laufe der Zeit an mehr als 15 verschiedenen Standorten die Luftqualität im Lande Bremen gemessen. Die Station beim ehemaligen Wasserwirtschaftsamt wurde zum Ende des Jahres 2010 außer Betrieb genommen. Die Station an der Osterholzer Heerstraße wurde bis zum heutigen Tage betrieben, so dass inzwischen Messwerte über einen Zeitraum von mehr als 25 Jahren vorliegen.

## Weblink
- BLUES -- Das Bremer Luftüberwachungssystem im Internet